# Jordan Larson
Jordan Quinn Larson (Fremont, 16 ottobre 1986) è una pallavolista e allenatrice di pallavolo statunitense, schiacciatrice della LOVB Omaha e assistente allenatrice della Nebraska.

## Carriera

### Giocatrice

#### Club
La carriera di Jordan Larson inizia nel 1996, con la formazione del Premier Nebraska, prima di giocare dal 2000 col Nebraska Juniors. Contemporaneamente fa parte delle squadre di pallavolo e di pallacanestro del suo liceo, la Logan View HS. In seguito gioca a livello universitario con la Nebraska, in NCAA Division I: fa parte delle   dal 2005 al 2008: raggiunge tre volte le final-4, disputando la finale durante il suo freshman year, vincendo il titolo nel 2006 e raggiungendo le semifinali durante il suo senior year, sempre impreziosendo le sue prestazioni con diversi riconoscimenti individuali.
Nella stagione 2009 viene ingaggiata dalle Vaqueras de Bayamón, squadra militante nella Liga de Voleibol Superior Femenino di Porto Rico, con cui inizia la carriera professionistica: nonostante il piazzamento finale non esaltante del suo club, viene premiata come miglior giocatrice della stagione regolare, miglior attaccante e miglior realizzatrice (assegnati sia tramite le statistiche che per votazione) e miglior giocatrice dell'All-Star Game. Nella stagione 2009-10 passa alla Dinamo-Kazan, con cui vince la Coppa di Russia del 2010, venendo anche premiata per il miglior servizio, e del 2012, quattro scudetti consecutivi, la Champions League 2013-14 e il campionato mondiale per club 2014.
Nella stagione 2014-15 si trasferisce in Turchia ingaggiata dall'Eczacıbaşı, dove vince la sua seconda Champions League consecutiva, venendo eletta MVP del torneo, e si aggiudica la vittoria per due volte nel Campionato mondiale per club, oltre alla Coppa CEV 2017-18 e alla Supercoppa turca 2018, premiata anche in questa occasione come miglior giocatrice della manifestazione.
Nel campionato 2019-20 emigra nella Chinese Volleyball Super League, difendendo i colori dello Shanghai, dove resta per due annate. Nel 2021 torna a giocare in patria, prendendo parte alla prima edizione dell'Athletes Unlimited e laureandosi campionessa del torneo. Dopo un'altra annata con lo Shanghai, nel febbraio 2022 approda per la prima volta nella Serie A1 italiana, difendendo i colori della Pro Victoria nel finale di stagione; qualche mese dopo l'inizio dell'annata 2022-23 torna in forza al club brianzolo.
Inattiva per un'annata a livello di club, torna in campo per disputare la prima edizione della League One Volleyball con la LOVB Omaha, venendo inserita nella seconda squadra delle LOVB Icons.

#### Nazionale
Fa parte delle nazionali giovanili statunitensi: nel 2003 viene premiata come miglior servizio al campionato mondiale under 18 e nel 2004 vince la medaglia d'oro al campionato nordamericano under 20, dove viene premiata come miglior giocatrice e miglior ricevitrice.
Nel 2009 ottiene le prime convocazioni in nazionale maggiore, con cui un anno dopo inizia a collezionare medaglie: vince la medaglia d'oro al World Grand Prix, bissata nell'edizione 2011, anno in cui si aggiudica anche il campionato nordamericano, oltre all'argento alla Coppa del Mondo, mentre nel 2012 vince la medaglia d'argento ai Giochi della XXX Olimpiade di Londra, nel 2013 arriva la medaglia d'oro al campionato nordamericano, premiata come miglior servizio, e quella d'argento alla Grand Champions Cup e nel 2014 vince ancora un oro al Campionato mondiale.
Nel 2015 vince la medaglia d'oro al World Grand Prix, quella di bronzo alla Coppa del Mondo, premiata come MVP, e quella d'oro al campionato nordamericano 2015, nel 2016 vince l'argento al World Grand Prix e il bronzo ai Giochi della XXXI Olimpiade, nel 2017 il bronzo alla Grand Champions Cup, insignita del premio come miglior schiacciatrice, e nel 2018 l'oro alla Volleyball Nations League, bissato anche nell'edizione 2019. Sempre nel 2019 conquista due argenti alla Coppa del Mondo e al campionato nordamericano.
Nel 2021 vince la medaglia d'oro alla Volleyball Nations League e ai Giochi della XXXII Olimpiade di Tokyo, dove viene premiata sia come miglior schiacciatrice sia come MVP, mentre nel 2023 arriva l'argento al campionato nordamericano. Nel 2024 mette al collo la medaglia d'argento ai Giochi della XXXIII Olimpiade.

### Allenatrice
Nel 2023 torna alla Nebraska come assistente allenatrice.

## Palmarès

### Club
- NCAA Division I: 1

2006
- Campionato russo: 4

2010-11, 2011-12, 2012-13, 2013-14
- Athletes Unlimited: 1

2021
- Coppa di Russia: 2

2010, 2012
- Supercoppa turca: 1

2018
- Campionato mondiale per club: 3

2014, 2015, 2016
- Champions League: 2

2013-14, 2014-15
- Coppa CEV: 1

2017-18

### Nazionale (competizioni minori)
- Campionato nordamericano under 20 2004
- Coppa panamericana 2010
- Coppa panamericana 2011

### Premi individuali
- 2003 - Campionato mondiale under 18: Miglior servizio
- 2004 - Campionato nordamericano under 20: MVP
- 2004 - Campionato nordamericano under 20: Miglior ricevitrice
- 2006 - All-America First Team
- 2006 - NCAA Division I: Omaha National All-Tournament Team
- 2007 - All-America Third Team
- 2008 - All-America First Team
- 2008 - NCAA Division I: Seattle Regional All-Tournament Team
- 2008 - NCAA Division I: Omaha National All-Tournament Team
- 2009 - Liga de Voleibol Superior Femenino: MVP della Regular season
- 2009 - Liga de Voleibol Superior Femenino: Miglior realizzatrice (%)
- 2009 - Liga de Voleibol Superior Femenino: Miglior attaccante (%)
- 2009 - Liga de Voleibol Superior Femenino: Miglior realizzatrice
- 2009 - Liga de Voleibol Superior Femenino: Miglior attaccante
- 2009 - Liga de Voleibol Superior Femenino: MVP dell'All-Star Game
- 2009 - Liga de Voleibol Superior Femenino: All-Star Team
- 2009 - Liga de Voleibol Superior Femenino: Offensive Team
- 2011 - Coppa di Russia: Miglior servizio
- 2012 - Champions League: Miglior ricevitrice
- 2013 - Campionato nordamericano: Miglior servizio
- 2014 - Champions League: Miglior muro
- 2015 - Champions League: MVP
- 2015 - Coppa del Mondo per club: MVP
- 2016 - Qualificazioni ai Giochi della XXXI Olimpiade: Miglior schiacciatrice
- 2016 - Voleybol 1. Ligi: Miglior schiacciatrice
- 2017 - Grand Champions Cup: Migliore schiacciatrice
- 2018 - Supercoppa turca: MVP
- 2021 - Giochi della XXXII Olimpiade: MVP
- 2021 - Giochi della XXXII Olimpiade: Miglior schiacciatrice
- 2025 - League One Volleyball: LOVB Icons Second Team